# Araeognatha sichotensis
Araeognatha sichotensis is een vlinder uit de familie van de spinneruilen (Erebidae). De wetenschappelijke naam van de soort is voor het eerst geldig gepubliceerd in 1951 door Kurentzov.